# Cribrospongiidae
Cribrospongiidae is een familie van sponsdieren uit de klasse van de Hexactinellida. 

## Geslacht
- Stereochlamis Schrammen, 1912